# 剱正人
剱 正人（けん まさと、本名：鈴木 正人（すずき まさと）、1956年9月11日 - ）は日本の音楽家。東京都出身。

## 来歴・人物
16歳からギタリストとして活動し1975年にパープル・シャドウズに参加。その後、1978年に上条英夫の企画で宮本ヨシミらとスロッグを結成し日本フォノグラムから「愛は血の涙」でデビュー。　
スロッグ解散後は1980年に藤タカシ（「今関孝」名義）らとザ・スティングを結成し徳間音楽工業 から再デビューするがほどなくして脱退する。1988年に引退するが、2007年からは大阪を拠点に音楽活動を再開。

## 略歴
- 1978年 RCAプロ「スロッグ」のメンバーとして契約
- 1980年 岡山音楽事務所「スティング」のメンバーとして契約
- 1986年 アイジョージプロダクション株式会社入社
- 1988年 株式会社IMAGICA（映像総合製作会社）で映像プロデューサーとして勤務
- 2002年 株式会社丹青社映像専門員として勤務
- 2010年よりSuperVision株式会社社長に就任。
- 2011年よりLiveBar SPOT スーパーバイザー。

## ディスコグラフィー

### スロッグ期

#### シングル
- 「愛は血の涙」（日本フォノグラム, FS-2102, 1978年6月25日）（SLOG BIG ONEアルバム）
- 「ヒューズ」（日本フォノグラム, FS-2115, 1978年）

#### アルバム
- 「スロッグ・ビッグ・ワン」（日本フォノグラム,1978年）
- 「グリース」※ガールズとのコラボレーション・アルバム（日本フォノグラム, 1978年）

### ザ・スティング期

#### シングル
- 「KID」（バーボン/徳間音楽工業, BMC-5501, 1980年）
- 「シャドー・ダンス」（バーボン/徳間音楽工業, BMA-1043, 1980年）